# Jenik Radon

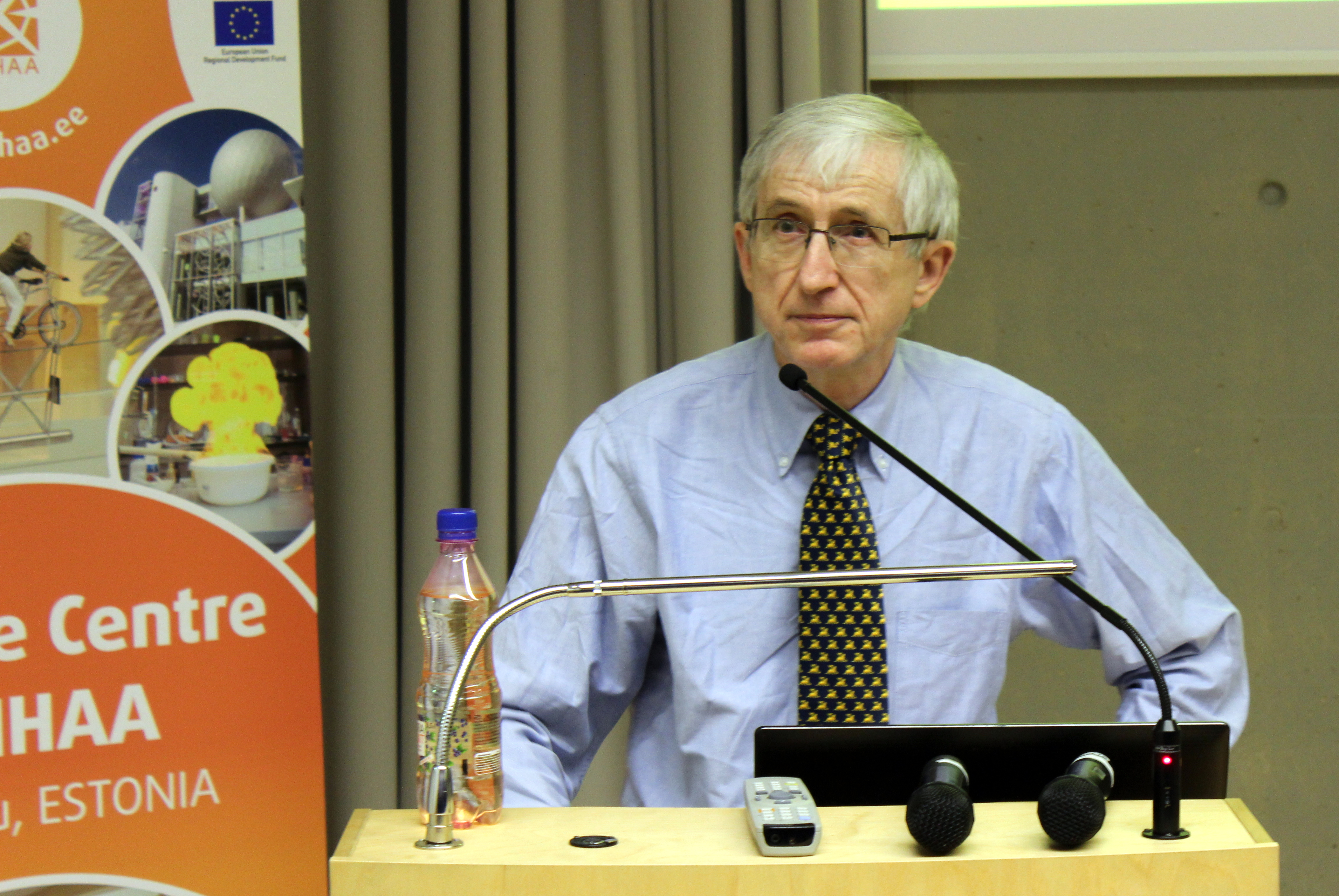
Jenik Radon (2014; Tartu, Estland)

Jenik Radon (* 1946 in Berlin) ist ein US-amerikanischer Jurist und Hochschullehrer.
Radon ist Anwalt für Gesellschaftsrecht in der Kanzlei Radon & Ishizumi in New York City. Er lehrt seit dem Jahr 2002 als Assistant Adjunct Professor an der School of International and Public Affairs an der Columbia University.
Er gründete die Estnisch-Amerikanische Handelskammer und war an der Formulierung des estnischen Privatisierungsgesetzes beteiligt. Für Georgien führte Radon die Verhandlungen über die Baku-Tiflis-Ceyhan-Pipeline.
Radons spezielles Interesse gilt den juristischen Themen der Privatisierung und der Korruption.